# Laetia
Laetia es un género con 28 especies de plantas de flores perteneciente a la familia Salicaceae. 

## Especies seleccionadas
- Laetia acuminata
- Laetia americana
- Laetia apetala
- Laetia calophylla
- Laetia casearioides
- Laetia thamnia